# Trieste (Rom)

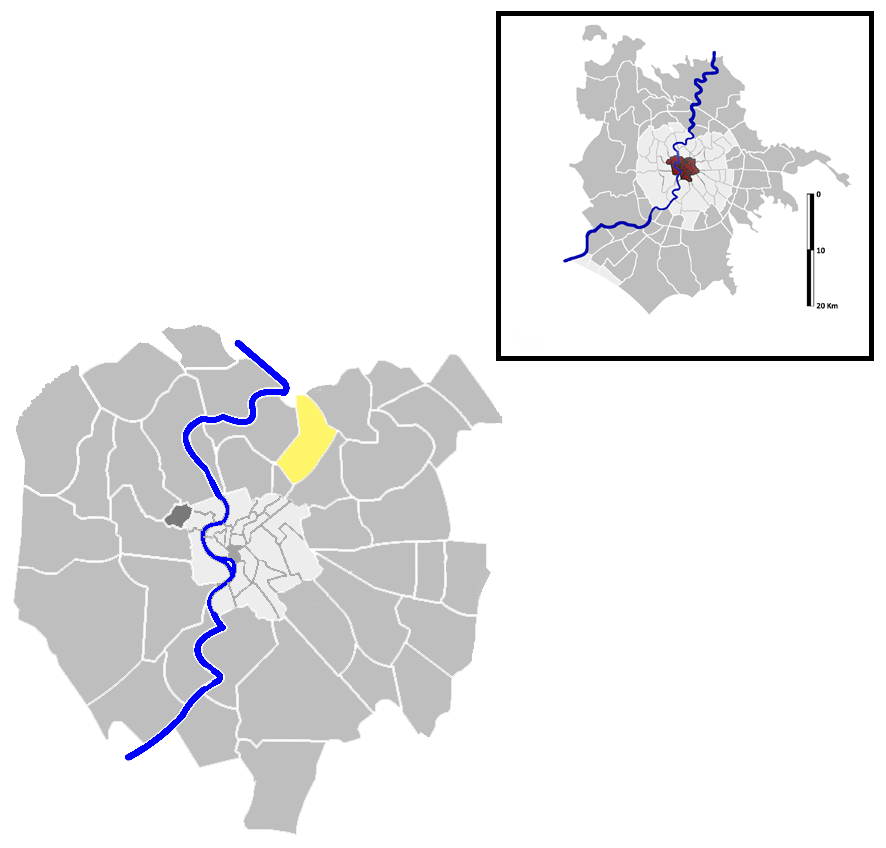
Lage von Trieste in Rom

Trieste ist ein Quartier im Norden der italienischen Hauptstadt Rom. Das Quartier wird als Q.XVII bezeichnet und ist Teil des Municipio II. Es zählt 65.139 Einwohner und hat eine Fläche von 3,7063 km².
Es bildet die mit dem Code 2.e bezeichnete zone urbanistiche, mit 54.803 Einwohnern im Jahr 2010.

## Geschichte
1926 wurde es vom Quartier Salario abgetrennt.

## Besondere Orte
- Katakomben in Rom: Priscilla, Giordani, Sant’Ilaria, Trasone und Via Anapo
- Sedia del Diavolo
- Beata Maria Vergine Addolorata a piazza Buenos Aires
- Basilika Sant’Agnese fuori le mura
- San Saturnino
- Santa Emerenziana
- Das von Gino Coppedè gestaltete Stadtquartier